# Alejandro Vieyra
Alejandro Vieyra (Santiago del Estero, 1855 - Córdoba, 1894) fue un abogado y profesor universitario argentino, dos veces intendente municipal de la ciudad de Córdoba (1891-1892 y 1892-1894).

## Biografía
Nació en Santiago del Estero el 2 de mayo de 1855 y sus padres fueron Robustiano Vieyra y Amadea Contreras.
Desde joven se radicó en la ciudad de Córdoba, donde cursó sus estudios en el Colegio Nacional de Monserrat y posteriormente cursó la carrera de abogacía en la Universidad Nacional de Córdoba.
Con apenas 25 años, en 1880 fue designado profesor de derecho civil e internacional en la Facultad de Derecho y Ciencias Sociales, siendo cinco años después decano de la misma. En ese mismo año fue secretario del Concejo Comunal Ejecutor que gobernaba la municipalidad de Córdoba.
Incursionó en la política y entre 1881 y 1887 ocupó una banca en la Cámara de Diputados de Córdoba. Fue presidente de la cámara en los años 1884 y 1885. Además, en 1883 integró la convención que reformó la constitución provincial, en representación del departamento Cruz del Eje.
Fue concejal de la ciudad de Córdoba desde 1889 y a finales de 1891 fue designado por el cuerpo para completar el mandato del destituido intendente Luis Revol. No obstante, Vieyra presentó su renuncia apenas tres meses después.
A finales del mismo año 1892 se convocaron a nuevos comicios para intendente. El Partido Autonomista Nacional postuló a Alejandro Vieyra como candidato, frente a la Unión Cívica Radical que postuló a Juan Mamerto Garro. Las elecciones tuvieron lugar el 11 de diciembre. Vieyra resultó ganador y volvió a asumir la intendencia el día siguiente, con apoyo del gobierno provincial encabezado por Manuel D. Pizarro, con quien estaba emparentado (su esposa Mercedes Pizarro era sobrina del gobernador).
Al renunciar Pizarro en noviembre de 1893 lo sucedió el hasta entonces vicegobernador Julio Astrada. El nuevo contexto político provincial fue desfavorable para el intendente, puesto que Astrada rápidamente impulsó una nueva ley orgánica de municipalidades y la intervención a la de la capital.
Sancionada la nueva ley, el 2 de enero de 1894 la municipalidad fue intervenida por el gobernador Astrada. Vieyra fue desplazado y sustituido por una Comisión Administradora presidida por Simeón S. Aliaga.
Poco después Vieyra falleció en Córdoba, el 19 de septiembre de 1894, a los 39 años.